# Steigerwaldstadion
Steigerwaldstadion to obiekt wielofunkcyjny w mieście Erfurt w Niemczech wybudowany w roku 1931. Pojemność obiektu szacuje się na 19 439 miejsc, a obiekt służy głównie miejscowej drużynie piłkarskiej FC Rot-Weiß Erfurt.
W latach 1948–1991 i czasach NRD obiekt był znany jako Georgij-Dimitroff-Stadion na cześć komunistycznego premiera Bułgarii Georgi Dymitrowa (1882–1949). 
Obiekt ten w 2001 roku był jedną z aren piłkarskich Mistrzostw Europy kobiet. Rozegrano na nim trzy spotkania fazy grupowej tego turnieju. W 2005 roku stadion był gospodarzem Młodzieżowych Mistrzostw Europy w lekkiej atletyce.